# Entedon pinetorum
Entedon pinetorum är en stekelart som beskrevs av Julius Theodor Christian Ratzeburg 1852. Entedon pinetorum ingår i släktet Entedon och familjen finglanssteklar. Inga underarter finns listade i Catalogue of Life.